# 16695 Terryhandley
16695 Terryhandley è un asteroide areosecante. Scoperto nel 1995, presenta un'orbita caratterizzata da un semiasse maggiore pari a 2,1577423 UA e da un'eccentricità di 0,3592414, inclinata di 4,78315° rispetto all'eclittica.